# 1629

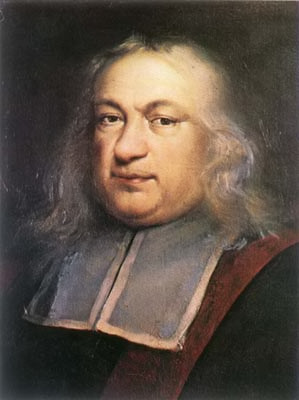
Pierre de Fermat, advogado e matemático francês.

- Wikisource

| Calendário gregoriano                                                        | 1629 MDCXXIX                        |
| Ab urbe condita                                                              | 2382                                |
| Calendário arménio                                                           | 1078 – 1079                         |
| Calendário bahá'í                                                            | -215 – -214                         |
| Calendário budista                                                           | 2173                                |
| Calendário chinês                                                            | 4325 – 4326 Início a 24 de janeiro  |
| Calendário copta                                                             | 1345 – 1346                         |
| Calendário etíope                                                            | 1621 – 1622                         |
| Calendários hindus - Vikram Samvat - Calendário nacional indiano - Cáli Iuga | 1684 – 1685 1550 – 1551 4729 – 4730 |
| Calendário Holoceno                                                          | 11629                               |
| Calendário islâmico                                                          | 1038 – 1040                         |
| Calendário judaico                                                           | 5389 – 5390                         |
| Calendário persa                                                             | 1007 – 1008                         |
| Calendário rúnico                                                            | 1879                                |
| Calendário solar tailandês                                                   | 2172                                |

1629 (MDCXXIX, na numeração romana) foi um ano comum do século XVII do Calendário Gregoriano, da Era de Cristo, e a sua letra dominical foi G (52 semanas), teve início numa segunda-feira e terminou também numa segunda-feira.
| Ano completo                         |
| ------------------------------------ |
| Ano comum com início à segunda-feira |

## Eventos
- Outubro - Motim das maçarocas, no Porto.
- Construção do Forte de Santa Cruz das Velas, ilha de São Jorge, aproveitando um mais antigo.[1].
- Pierre de Fermat descobre os princípios fundamentais da geometria analítica.

### Em andamento
- Guerra dos Trinta Anos (1618–1648).

## Nascimentos
- 14 de Abril - Christiaan Huygens, matemático e astrónomo holandês (m. 1695).
- 20 de Novembro - Ernesto Augusto, Eleitor de Hanôver.
- Frei Agostinho de Monte Alverne - foi um religioso da Ordem dos Frades Menores e historiador açoriano, faleceu em 1726.

## Mortes
- 05 de Maio - Joachim Burmeister, poeta, compositor e teórico musical alemão (n. 1566).
- 13 de Julho - Caspar Bartholin, O Velho, teólogo, médico e anatomista dinamarquês (n. 1585).
- 30 de Agosto - Jean Duret, filho de Louis Duret e médico dos reis da França Carlos IX, Henrique III e também de Maria de' Medicis (n. 1563).